# بیتریس، شهرستان یولو، کالیفرنیا
بیتریس (به انگلیسی: Beatrice) یک منطقهٔ مسکونی در ایالات متحده آمریکا است که در شهرستان یولو، کالیفرنیا واقع شده‌است. بیتریس ۸ متر بالاتر از سطح دریا واقع شده‌است.